# هیوندای
هیوندای (به کره‌ای: 현대) شرکت خوشه‌ای کره‌ای چندملیتی بود، که در سال ۱۹۴۷ توسط چانگ جو-یانگ، در قالب یک شرکت ساختمانی، در شهر سئول راه‌‌اندازی شد.
شرکت هیوندای از سال ۱۹۵۴ شروع به توسعه و گسترش در دیگر زمینه‌های صنعتی کرد، که در پایان مجموعهٔ هیوندای تبدیل به بزرگترین شرکت زنجیره‌ای کرهٔ جنوبی شد.
معروف‌ترین زیرمجموعه هیوندای، گروه هیوندای موتور است، که به‌عنوان سومین تولیدکنندهٔ خودرو در جهان شناخته می‌شود. صنایع سنگین هیوندای نیز بزرگ‌ترین تولیدکنندهٔ کشتی در جهان به‌شمار می‌آید. شرکت هیوندای امروزه به بخش‌های مختلفی چون هیوندای کورپوریشن، هیوندای موتور، هیوندای موبیس، هیوندای استیل، مهندسی و ساخت‌وساز هیوندای و … تفکیک شده‌است. واژهٔ هیوندای در زبان کره‌ای به معنی «تازه» می‌باشد.

## زیرمجموعه هاهیوندای
1- در سال 1945 شرکت Hyundai Togun توسط Chung Ju-yung تاسیس شد که در زمینه ساخت وساز در کشور کره جنوبی شروع به کار کرد.
2- شرکت ساخت‌و ساز هیوندای در سال 1950 با تغییر نام Hyundai Togun ایجاد شد. شرکت Hyundai Construction نقش عمده ای در واردات کارگران کره ای به خاورمیانه برای کار در پروژه های ساختمانی در دهه های 1970 و 1980 ایفا کرد. در دهه بعد از سال 1975، هیوندای اولین قرارداد خود را در منطقه برای ساخت یک کارخانه کشتی سازی برای نیروی دریایی ایران در نزدیکی بندرعباس امضا کرد. 800000 کره ای برای کار در عربستان سعودی و 25000 دیگر به ایران رفتند.
3- شرکت Keumkang Company در سال 1958 به عنوان شرکت تامین متریال برای ساخت و ساز شروع به کار کرد.
4- شرکت ساخت‌و ساز هیوندای در سال 1965 اولین پروژه های خود در تایلند به عنوان اولین پروژه خارج از کره جنوبی را آغاز نمود.
5- شرکت هیوندای موتور در سال 1967 تاسیس شد. در حال حاضر این شرکت 33.88 درصد از سهام کیا را در اختیار دارد. هیوندای دارای شش مرکز تحقیق و توسعه است که در کره جنوبی (سه دفتر)، آلمان، ژاپن و هند واقع شده اند. علاوه بر این، مرکزی در کالیفرنیا طرح هایی را برای ایالات متحده توسعه می دهد.
6- شرکت کشتی سازی هیوندای در سال 1973 و با ساخت کشتی شروع به کار کرد و شروع به ساخت تجهیزات سنگین نمود.
7- شرکت کشتی سازی هیوندای در سال 1978 به شرکت صنایع سنگین هیوندای تغییر نام داد.
8- شرکت شراکت هیوندای در سال 1976 تاسیس شد که یک شرکت بازرگانی عمومی است و خدمات صادرات و واردات را با طیف گسترده ای از محصولات از جمله کشتی های دریایی، کارخانه ها و ماشین آلات صنعتی، خودروهای تجاری و نورد، فولاد، محصولات شیمیایی و کالاهای عمومی انجام می دهد. در دسامبر 2009، صنایع سنگین هیوندای 50 درصد به علاوه یک سهام اکثریت شرکت هیوندای را خریداری کرد و مدیریت جدید را در 1 ژانویه 2010 نصب کرد. 
9-شرکت بازرگانی دریایی هیوندای در سال 1976 تاسیس شد. 
10- شرکت سرمایه گذاری اسان Asan در سال 1977 تاسیس شد. حوزه کاری این شرکت در زمینه گردشگری و زیر ساخت های هتلینگ و حمل و نقل با اهداف گردشگری است. 
11- شرکت هیوندای الکترونیک در سال 1983 و با ورود به صنعت نیمه هادی ها تاسیس شد (www.skhynix.com). طی بحران مالی آسیا در سال 1983 و آسیب دیدن شرکت نیمه هادی هیوندای و همینطور شرکت نیمه هادی LG Semicon تحت فشار دولت اقدام شدند که در نهایت هیوندای الکترونیک ک مجموعه را به مبلغ 2.1 B$ در سال 1988 خریداری شد. 
12- شرکت مرکز تحقیق و توسعه هیوندای در سال 1988 افتتاح شد. 
13- شرکت حمل و نقل هیوندای در سال 1992 افتتاح شد. 
14- شرکت مهندسی و ساخت‌وساز هیوندایدر سال 1999 با ترکیب شرکت ساخت و شرکت مهندسی ایجاد شد. در سال 2011، گروه موتور هیوندای مالک جدید هیوندای مهندسی و ساخت و ساز شد.
15- شرکت مهندسی پلاستیک هیوندای در سال 2000 تاسیس شد. هیوندای EP با تحقیق و توسعه مستمر در 25 سال گذشته و کشف بازارهای داخلی و بین المللی، چندین جوایز صادراتی از جمله 10 میلیون دلار در سال 2007، 50 میلیون دلار در سال 2008، 70 میلیون دلار در سال 2010، 200 میلیون دلار در سال 2011 به دست آورده است.